# WASP-60
WASP-60 (Morava) – gwiazda w gwiazdozbiorze Pegaza. Według pomiarów sondy Gaia opublikowanych w 2018 roku, jest odległa od Słońca o ok. 1400 lat świetlnych. Obiega ją co najmniej jedna planeta pozasłoneczna.

## Nazwa
Gwiazda ma nazwę własną Morava, pochodzącą od rzeki Morawy, tworzącej najdłuższy system rzeczny Serbii. Nazwa została wyłoniona w konkursie zorganizowanym w 2019 roku przez Międzynarodową Unię Astronomiczną w ramach stulecia istnienia organizacji. Sto państw zyskało prawo nazwania gwiazd i okrążających je planet, uczestnicy z Serbii mogli wybrać nazwę dla tej gwiazdy. Wybrane nazwy miały być powiązane tematycznie i związane z Serbią. Spośród nadesłanych propozycji zwyciężyła nazwa Morava dla gwiazdy i Vlasina dla planety.

## Charakterystyka
WASP-60 to żółty karzeł, gwiazda podobna do Słońca; należy do typu widmowego G1. Ma temperaturę około 5900 K. Jej masa jest o około 8% większa od masy Słońca, ma promień o ok. 14% większy niż promienia Słońca. Jest najprawdopodobniej młodsza od Słońca, jej wiek ocenia się na 3,6 miliarda lat. Jest niewidoczna gołym okiem, jej obserwowana wielkość gwiazdowa to ok. 12m.

## Układ planetarny
W 2007 roku metodą tranzytu odkryto krążącą wokół tej gwiazdy planetę WASP-60 b (Vlasina). Planeta jest gazowym olbrzymem o masie bardzo podobnej do masy Jowisza, ale obiegającym gwiazdę w odległości 0,05 au, czyli tzw. gorącym jowiszem. Planeta ma rozmiar podobny do Saturna i co 4 dni zaćmiewa 0,6% powierzchni tarczy gwiazdy.
| Towarzysz   | Masa [ MJ ]   | Promień [ RJ ] | Okres orbitalny [ d ] | Półoś wielka [ au ] | Ekscentryczność |
| b (Vlasina) | 0,514 ± 0,034 | 0,86 ± 0,12    | 4,3050011 ± 6,2×10–6  | 0,0531 ± 0,0006     | 0               |